# Sébastien Truchet
Sébastien Truchet (Lione, 1657 – 5 febbraio 1729) è stato un matematico, ingegnere e religioso francese, vissuto ai tempi di Luigi XIV.
Era anche esperto di idraulica e tipografia e a lui si devono svariate invenzioni.

## Biografia
Jean Truchet, noto con il nome religioso di Padre Sébastien, nacque nel 1657 a Lione ed a diciassette anni entrò nell'Ordine del Carmelo. Si formò alla scuola di Nicolas Grollier de Servière a Lione, che ai tempi era un oggetto di curiosità per viaggiatori e stranieri.
Nel 1692 fu uno dei quattro scienziati incaricati dal Ministro Jean-Baptiste Colbert di compilare la Description des Métiers, un compendio di arti e mestieri; gli altri scienziati erano Jean-Paul Bignon (capo della commissione), Jacques Jaugeon, e Gilles Filleau des Billettes.
Nel 1699 Truchet fu eletto membro onorario dell'Académie française.
La sua fama fu tale che quando nel 1717 Pietro il Grande visitò la Francia, andò a trovare Padre Sébastien e volle bere nel suo stesso bicchiere.
Truchet morì il 5 febbraio 1729, mentre la Description des Métiers era ancora incompleta.
Fontenelle scrisse Il suo elogio.

## Contributi
Come tipografo curò nella Description des Métiers la proporzione delle lettere del carattere "Roman Du Roi" (noto anche come carattere di Grandjean), da cui discende direttamente il "Times New Roman" ed al quale s'ispirarono Pierre Simon Fournier, i Didot e Giovanni Battista Bodoni. Si tratta del primo studio scientifico di una certa portata sui caratteri tipografici, ed è anche alla base del concetto di punto tipografico (la cui prima definizione si deve al tipografo francese Pierre Simon Fournier nel 1737).
Come esperto di idraulica ha progettato gran parte dei canali francesi.
Della sua attività di inventore ricordiamo meridiane, armi e strumenti per trapiantare alberi di una certa dimensione, utilizzati nel parco di Versailles. Ha costruito una rampa per la caduta dei gravi utilizzando un paraboloide.
È stato in grado di scoprire i meccanismi di orologi che Carlo II d'Inghilterra aveva regalato a Luigi XIV, ottenendo in ricompensa da Colbert una pensione di 600 Lire.
Come matematico e designer ha studiato il riempimento di aree con un singolo elemento che possa essere affiancabile ruotandolo nelle quattro direzioni principali, dando origine alle omonime tassellature.

## Tassellature di Truchet
Le tassellature di Truchet sono state descritte nel 1704 in un trattato intitolato Memoir sur les Combinaisons, e sono state rese popolari nel 1987 da Cyril Stanley Smith
.
Prendendo come elemento di base, ad esempio:
Coperture del piano effettuate con un motivo del genere sono simili alle seguenti.
Secondo uno schema:
Con una disposizione casuale:
Dal punto di vista matematico questo è il tema centrale. Da un punto di vista artistico se cambiamo la prima forma elementare con una più complessa, possiamo ottenere delle combinazioni molto piacevoli. Ad esempio utilizzando il motivo seguente:
Otteniamo una copertura del piano di questo tipo:
Fournier nel riprendere il lavoro di Truchet ha proposto una serie di motivi alternativi:
Con cui otteniamo:
A titolo di curiosità ricordiamo che il più semplice dei labirinti può essere ottenuto usando come motivo un quadrato bianco con la diagonale nera:
Riempimenti di Truchet sono stati utilizzati per piastrelle, pavimentazioni, tarsie, retro di tarocchi, carte da parati ed in altri contesti.
Sono moltissimi i software per generare coperture con una disposizione casuale e ci sono anche dei giochi da tavolo basati su questa affascinante parte del lavoro di Truchet.